# Конкурс молодых музыкантов «Евровидение-2008»
Евровидение для молодых музыкантов 2008 (англ. Eurovision Young Musicians 2008) — 14-й конкурс молодых музыкантов «Евровидение», который прошёл в Австрии в 2008 году. Полуфинал прошёл 4-5 мая 2008 года. Финал конкурса состоялся 9 мая 2008 года на сцене перед Венской ратушей. Победу на конкурсе одержал участник из Греции Дионисиос Грамменос, играющий на кларнете. К слову, он является первым победителем, который играет на деревянных духовых (предыдущие победители играли на фортепиано, скрипке или виолончели). Музыканты из Финляндии и Норвегии заняли второе и третье место соответственно.
Организатором конкурса выступила австрийская национальная телекомпания ORF. В конкурсе приняли участие молодые музыканты в возрасте до 20 лет из 16 стран. От участия в конкурсе в этом году отказались Бельгия, Болгария, Чехия, Швейцария, а также Сербия и Черногория из-за распада страны (помимо ещё 14 стран, имеющих право на участие, но переставших участвовать ранее).  На конкурс вернулась Германия, также состоялся дебют Сербии и Украины.

## Место проведения

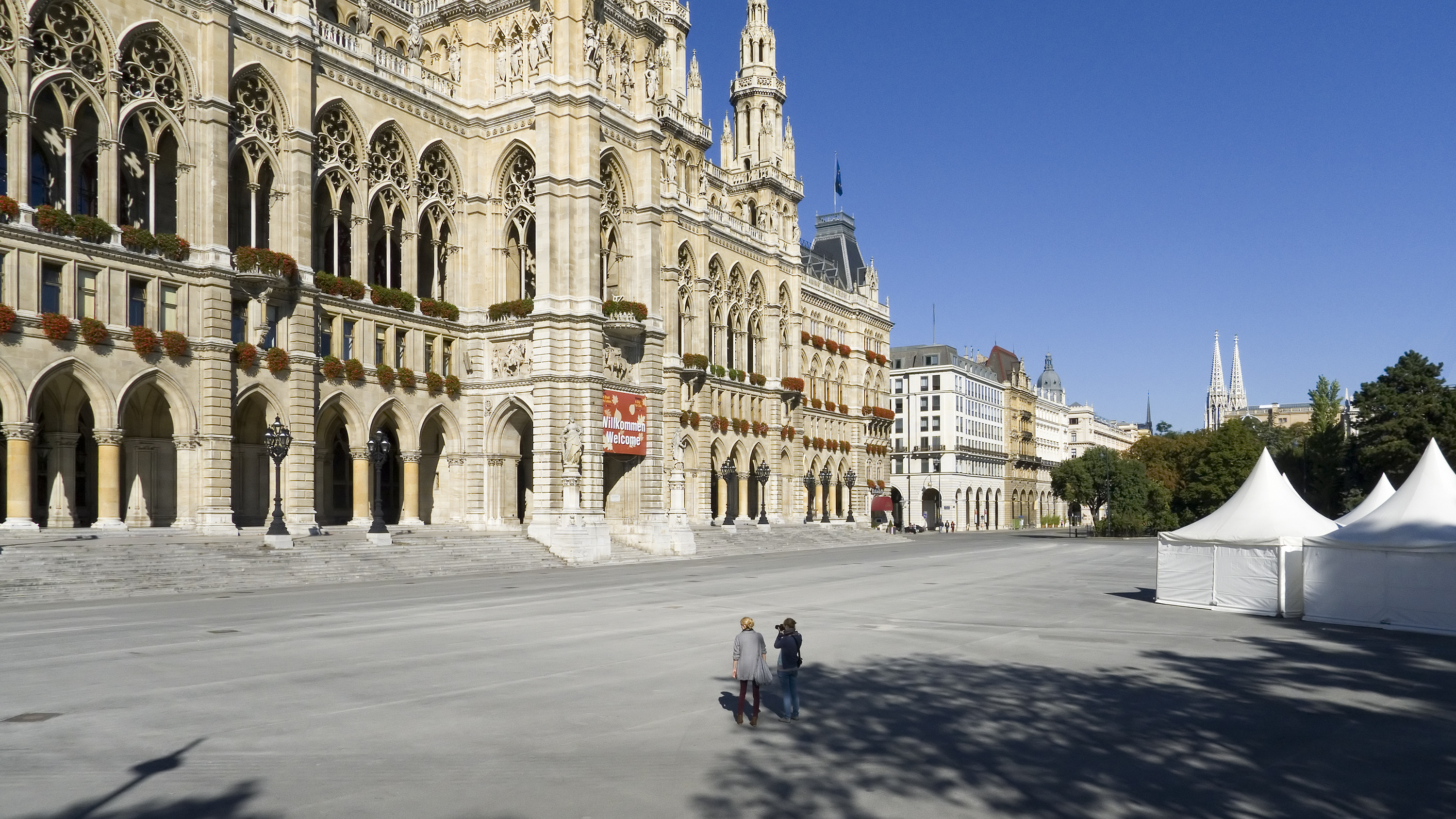
Ратхаусплац — место проведения «Евровидения для молодых музыкантов 2008»

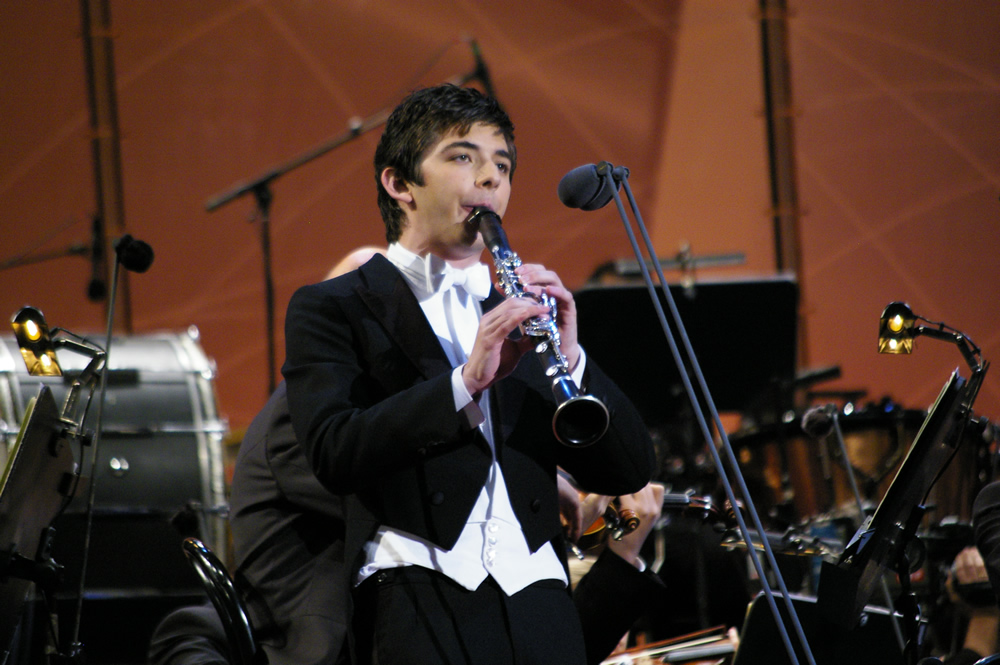
Победитель конкурса - греческий кларнетист Дионисиос Грамменос

Страной-хозяйкой четырнадцатого конкурса классической музыки «Евровидение для молодых музыкантов» стала вновь Австрия. Финал конкурса прошёл на специально сооруженной временной сцене на Ратушной площади (Ратхаусплац) в Вене, вмещающей около 45000 человек. Полуфинал проводился в театре «Ан дер Вин».
К слову, Австрия уже проводила конкурс в 1990, 1998 и 2006 годах. В 1990 году он состоялся на сцене концертного зала «Musikverein» в Вене, в 1998 году соревнование снова состоялось в Вене на сцене «Венского Концертхауса». В 2006 году конкурс также принимала Вена, но уже на временной сцене на Ратхаусплац.

## Формат
К участию в конкурсе допускаются молодые музыканты в возрасте от 10 до 19 лет включительно, с учётом того, что в день проведения финала им не исполнится 20 лет. Причем участниками могут стать только соло-исполнители, не задействованные на профессиональной основе (то есть не получающие прибыли от выступлений). Музыкальный инструмент и программу участник выбирает по своему усмотрению.
Каждый из 15 участников в полуфинале исполняет 15-минутную программу. Оценивает выступления конкурсантов профессиональное жюри, каждый член которого обязан присудить баллы от 1 до 10 каждому исполнителю. По результатам голосования жюри в финал выходит 7 стран-участниц. В финале конкурса участник исполняет 10-минутную программу. После всех выступлений участников жюри объявляет тройку победителей.
Новшество конкурса в этом году — приз зрительских симпатий, присуждаемый после голосования телезрителей в стране-хозяйке с помощью SMS. Победителем этого общественного голосования стала норвежская скрипачка Эльдбйорг Хемсинг, которая также заняла третье место по голосованию профессионального жюри.

### Ведущие и оркестр
Ведущим полуфиналов и финала стали австрийский драматург и музыковед, член жюри австрийских «Танцов со звездами» Кристоф Вагнер-Тренквиц и скрипачка Лидия Байх, которая представляла Австрию на конкурсе 1996 года и выиграла его в 1998 году. Лидия также была членом профессионального жюри в 2006 году. Молодых музыкантов сопровождал симфонический оркестр Венского радио под управлением сербского дирижёра Александра Марковича.

### Связанные события
Финал конкурса стал открытием одного из наиболее престижных музыкальных фестивалей Европы – «Wiener Festwochen» (Венской фестивальной недели).

### Жюри

#### Состав жюри в полуфинале
В состав профессионального жюри в полуфинале вошло 6 человек:
- / Жанет де Бое (Председатель)
- Гюнтер Фолгмайр
- Франц Бартоломей
- Ранко Маркович
- Кая Данцзовска
- Ежи Максымюк

#### Состав жюри в финале
В состав профессионального жюри в финале вошло 6 человек:
- Сэр Роджер Норрингтон (Председатель)
- Ранко Маркович
- / Жанет де Бое
- Ларс Андерс Томтер
- Гюнтер Фолгмайр
- Элисон Болсом

## Участники

### Полуфинал
Полуфинал был разделён на две части. В первый день (4 мая) выступили 8 участников, на следующий день — остальные 8. Полуфинал прошёл на сцене театра «Ан дер Вин». Семь участников были отобраны для участия в телевизионном финале.

#### Первый полуфинал
| №  | Страна         | Представитель       | Инструмент | Произведение (композитор) | Результат |
| -- | -------------- | ------------------- | ---------- | --- | --------- |
| 01 | Хорватия       | Марин Марас         | Скрипка    | 1) Sonata in c minor (Largo-Allegro moderato) (Франческо Джеминиани) 2) Scherzino (Франьо Крежма) 3) Zigeunerweisen, op.20 (Пабло де Сарасате) | —         |
| 02 | Великобритания | Филипп Ачиль        | Гармонь    | 1) Little Suite (Литтле Суйте) | Финалист  |
| 03 | Австрия        | Даниэль Ким         | Виолончель | 1) 1. Sonate für Arpeggione und Klavier in a-Moll (D 821) (Франц Шуберт) 2) Variations on a Theme by Rossini (Никколо Паганини) | —         |
| 04 | Украина        | Анна Фёдорова       | Фортепиано | 1) Sonata, Op. 57, I mv. (Людвиг ван Бетховен) 2) Trois Valses Opus 70 N1 (Фредерик Шопен) 3) Trois Valses Opus 34 N3 (Фредерик Шопен) | —         |
| 05 | Германия       | Катя Канг           | Скрипка    | 1) Sonata for violin and piano, 2. sentence - Allegro (Сезар Франк) 2) Paganiniana (Натан Миронович Мильштейн) | —         |
| 06 | Швеция         | Мария Вербайте      | Фортепиано | 1) Sonate in C-Dur Hob. XVI:50 (Йозеф Гайдн) 2) Piano Study in Mixed Accents (Рут Кроуфорд Сигер) 3) Iszlamej, keleti fantázia zongorára (Милий Алексеевич Балакирев)                                                                                                 | —         |
| 07 | Румыния        | Штефан Бесан        | Скрипка    | 1) The Strolling Fiddler for Violin solo, from the Suite (Джордже Энеску) 2) Gyermekkori benyomások D-dúrban Op.28 (Джордже Энеску) 3) Introduction et Rondo capriccioso pour violon et orchestre (Камиль Сен-Санс) 4) Miniatűr hegedűre és zongorára (Гнеорги Неага) | —         |
| 08 | Греция         | Дионисиос Грамменос | Кларнет    | 1) Három rész egy klarinétszólóra (Игорь Стравинский) 2) Rigoletto Fantasia Di Concerto (Аламиро Гиампьери) | Финалист  |

#### Второй полуфинал
| №  | Страна     | Представитель      | Инструмент | Произведение (композитор)                                                                                                 | Результат |
| -- | ---------- | ------------------ | ---------- | --- | --------- |
| 09 | Финляндия  | Роопе Грёндхальд   | Фортепиано | 1) Bagatelle G-Moll, Op. 119, No. 1 (Людвиг ван Бетховен) 2) Op. 1 Zongoraszonáta (Альбан Берг) 3) Toccata (Морис Равель) | Финалист  |
| 10 | Нидерланды | Стив Боурн         | Виолончель | 1) Szonáta gordonkára és zongorára (Клод Дебюсси)                                                                         | Финалист  |
| 11 | Словения   | Ян Гричар          | Саксофон   | 1) Fantasie sur un theme original (Жюль Демерссман) 2) Aria & Improvisation (Блаз Пучинар)                                | Финалист  |
| 12 | Норвегия   | Эльдбйорг Хемсинг  | Скрипка    | 1) Tzigane (Морис Равель) 2) Subito hegedűre és zongorára (Витольд Лютославский)                                          | Финалист  |
| 13 | Сербия     | Мина Закич         | Виолончель | 1) Impromptu G-Dur, Op.90 (Франц Шуберт) 2) Introduction et Polonaise Brillante, Op.3 (Фредерик Шопен)                    | —         |
| 14 | Кипр       | Орфеос Хиратос     | Кларнет    | 1) Szonáta: Allegro (Франц Данци) 2) Fantázia-darabok I (Роберт Шуман) 3) 4 Miniatures: Nos 3 & 4 (Б. Браун)              | —         |
| 15 | Россия     | Анастасия Кобекина | Виолончель | 1) Rondo (Луиджи Боккерини) 2) Noktürn (Пётр Чайковский) 3) A szökőkútnál op. 20/2 (Карл Юльевич Давыдов)                 | Финалист  |
| 16 | Польша     | Марта Ковальчук    | Скрипка    | 1) Fantasie Brillante sur Gounod's "Faust" op.20 (Генрик Венявский)                                                       | —         |

### Финал
| № | Страна         | Участник            | Инструмент       | Произведение (Композитор)                                                         | Результат        |
| - | -------------- | ------------------- | ---------------- | --------------------------------------------------------------------------------- | ---------------- |
| 1 | Словения       | Ян Крикэр           | Саксофон         | Pequeña Czarda (Педро Итурральде)                                                 | —                |
| 2 | Россия         | Анастасия Кобекина  | Виолончель       | Concerto for Cello and Orchestra in C Major, 1st movement (Йозеф Гайдн)           | —                |
| 3 | Великобритания | Филип Ахиллес       | Губная гармоника | Concerto for Chromatic Harmonica and Orchestra, 1st movement (Майкл Спиваковский) | —                |
| 4 | Финляндия      | Роопе Грёндхальд    | Пианино          | Concerto for Piano and Orchestra in B-Minor, 3rd movement (Пётр Чайковский)       | Второе место     |
| 5 | Греция         | Дионисиос Грамменос | Кларнет          | Concerto for Clarinet and Orchestra, 4th movement (Жан Франсе)                    | Победитель       |
| 6 | Нидерланды     | Стивен Боерн        | Виолончель       | Elegie (Габриэль Форе)                                                            | —                |
| 7 | Норвегия       | Эльдбйорг Хемсинг   | Скрипка          | Carmen Fantasie (Франц Ваксман)                                                   | Третье место ПЗС |